# Ludvig Anton Wacker
Ludvig Anton Wacker (født 15. juli 2000 i Roskilde) er en forhenværende cykelrytter fra Danmark. Da cykelkarrieren sluttede efter 2021-sæsonen, blev han fra sommeren 2022 journaliststuderende på Roskilde Universitet.
Fra 2024 blev han sportsdirektør for Team Uno-X - Carl Ras Roskilde Junior.